# Щелчок пальцами
Щелчок пальцами — извлечение пальцами руки щёлкающего звука. Выполняется с помощью создания давления между большим и одним из других пальцев (средним, указательным или безымянным), а затем резким отпусканием другого пальца, в результате чего он с большой скоростью ударяет по ладони той же руки, производя звук щелчка.

## В культуре
В Древней Греции щелчок пальцами использовался музыкантами и танцорами для поддержания ритма, он назывался «ἀποληκέω» (аполекео), «ἀποκρότημα» (апокротема) (от глагола «ἀποκροτέω» — апокротео, «щёлкать пальцами») и «ἐπίπταισμα» (эпиптаизма). Щелчок пальца также распространён в современной Греции.
Иногда щелчок пальцами заменяет хлопанье в ладоши. Например, в Мужском хоре Мичиганского университета это давняя традиция. История клуба гласит: «Причина этого (как гласит легенда) в том, что невозможно хлопать и держать пиво [одновременно]! Другая возможная причина заключается в том, что щелчки создают меньше шума, чем хлопки, во время выступлений и объявлений». Щелчок пальцем стал традиционным на поэтических чтениях.
Во многих культурах щелчок пальцем является формой телесной перкуссии.
Семплы щелчка пальцами используются в различных музыкальных жанрах, играя роль ударных. Это можно найти в работах Анджело Бадаламенти, например, саундтреки к фильмам «Твин Пикс», «Затерянное шоссе», а также в теме из телесериала «Семейка Аддамс» и теме к «Шоу Энди Гриффита».
Резкий и повторяющийся щелчок пальцами, часто в сочетании с восклицанием, используется для привлечения внимания кого-то другого.

## Иранский способ
Бешкан (перс. بشكن‎) — традиционный иранский щелчок пальцами, в котором задействованы обе руки. Механизм извлечения звука похож на обычный, но щелчок получается громче.
Существует два варианта бешкана, наиболее распространённый из них (для правшей):
- Сложите ладони вместе и вращайте, чтобы три пальца правой руки оказались на границе ладони и пальцев левой руки.
- Крепко прижмите средний палец к левой руке.
- Затем, опираясь левым большим пальцем, щёлкните указательным пальцем правой руки по среднему пальцу правой руки.